# NGC 2648
NGC 2648 هو اصطدام مجري. اكتشف في 12 مارس 1785 . وقد اكتشفه ويليام هيرشل. يبعد عن الأرض 19.32 .، ويبعد عن الأرض 16.0 .، ويبعد عن الأرض 23 .، ويبعد عن الأرض 36.3 .، ويبعد عن الأرض 19.68 .، ويبعد عن الأرض 23 . تبلغ سرعته الشعاعية 2148 كيلومتر في الثانية، وتبلغ سرعته الشعاعية 2135 كيلومتر في الثانية، وتبلغ سرعته الشعاعية 2119 كيلومتر في الثانية، وتبلغ سرعته الشعاعية 2156 كيلومتر في الثانية، وتبلغ سرعته الشعاعية 2157 كيلومتر في الثانية، وتبلغ سرعته الشعاعية 2126 كيلومتر في الثانية.

## روابط خارجية
- NGC 2648 على موقع ويكي سكاي: DSS2, SDSS, GALEX, IRAS, Hydrogen α, X-Ray, Astrophoto, Sky Map, Articles and images